# Sethus Calvisius
Sethus Calvisius ou Setho Calvisio, nome verdadeiro Seth Kalwitz (Gorsleben, Alemanha, 21 de fevereiro de 1556 – Leipzig, 24 de novembro de 1615), foi um teórico musical, compositor, cronologista, astrônomo, e professor alemão.

## Vida
Nasceu de uma família de camponeses na cidade de Gorsleben, na Thuringia. Devido ao exercício de seus talentos musicais, ele ganhou dinheiro suficiente para o início, na cidade de Helmstedt, de uma carreira universitária, a qual, com a ajuda de um patrono rico possibilitou a ele a continuação dos estudos em Leipzig. Tornou-se diretor de uma escola de música em Pforta em novembro de 1582. Em 1594 transferiu-se para Leipzig para o mesmo posto, incluindo a direção do Coro da Igreja de São Tomé, em Leipzig (em alemão, Thomanerchor). Ele manteve este cargo até sua morte em Leipzig, apesar das ofertas sucessivamente feitas a ele de cátedras de matemática em Frankfurt e Wittenberg. Em sua obra Opus Chronologicum ubi tempus et motus Astronomicum por eclipses Celestium Luminarium (Leipzig, 1605, 7a ed. 1685) ele expõe um sistema com base nos registros de quase 300 eclipses. Foi também autor de uma proposta criativa, porém ineficiente, para a reforma do calendário, teoria esta exposta em Elenchus Calendarii Gregoriani (Frankfurt, 1612); foi também autor de um livro sobre música, chamado Melodiae condendae ratio (Erfurt, 1592). Compôs peças para coral incluindo a composição musical Nossa vida irá durar setenta anos (Unser Leben währet siebzig Jahr).

## Obras Principais
- Harmonia cantionum ecclesiasticarum, Leipzig 1597, 1598, 1604, 1612 und 1622
- Melopoiia sive melodiae condendae ratio. Erfurt 1592 e 1630
- Compendium musicae practicae. Leipzig, 1594, em 1612 foi lançado com o nome de Musicae artis praecepta
- Exercitatio musica tertia. Leipzig, 1611
- Exercitationes musicae duae. Leipzig, 1600
- Hymni sacri Latini et Germanici. Erfurt 1594
- Der Psalter Davids. (Os Salmos de Davi, editado por Cornelius Becker, Leipzig, 1605
- Der 150. Psalm Davids. (Os 150 Salmos de Davi Leipzig, 1615
- Opus chronologicum ex autoritate s. scripturae ad motum luminarium coelestium contextum. Leipzig, 1605 e uma sexta e última edição foi lançada em 1685, na cidade de Frankfurt
- Elenchus calendarii Gregoriani. Leipzig, 1613
- Formula calendarii novi. Leipzig, 1613
- Thesaurus latini sermonis. Leipzig, 1614
- Enchiridion lexici Latino-Germanici. Leipzig, 1614
- Tricinia, Auserlesene deutsche Lieder. editado por Paul Rubardt, 1949
- 10 Motetos, editado por Albrecht Tunger, 1965.
- Biciniorum libri duo, Leipzig, 1612